# Шабалін Микола Михайлович
Шабалі́н Мико́ла Миха́йлович (*3 березня 1957, місто Іжевськ) — удмуртський та російський композитор, лауреат премії імені Дмитра Шостаковича (1996), член Спілки композиторів Росії.
В 1976 році закінчив Іжевське музичне училище по класу баяна (керівник — В. А. Дерендяєв). В 1981 році закінчив теоретично-композиторський факультет Казанської консерваторії по класу професора А. Б. Луппова. В 1984 році закінчив асистентуру-стажування в тій же консерваторії. З 1984 року викладав інструментознавство та теоретичні предмети в Республіканському музичному училищі. В 1982 році став членом Спілки композиторів Росії, в 1988—1999 роках був головою правління Спілки.
Для творчості Шабаліна характерні особлива наповненість образів, поєднання романтичної напруги, експресивності з витонченістю, ліричним спогляданням, що досягається за допомогою ритмічної багатогранності, колоритної гармонії, насиченої фактури.

### Твори
- Балет «Сновидіння» («Після прочитання Гомера»)
- Симфонічна сюїта «Наспів і два удмуртських танці» (1986)
- «Поема мовчання» для симфонічного оркестру (1995)
- «Награвання» для духового оркестру (1994)
- Сюїта для оркестру російських народних інструментів (1977)
- «Подяка» для оркестру баянів і акордеонів" (1995)
- «Язична сюїта» для змішаного хора і камерного оркестру народних інструментів (1995)
- хори acappella і хорові обробки народних пісень
- вокальні цикли на слова О. С. Пушкіна, М. Ю. Лермонтова, А.Бєлого, Ф. Г. Лорки, О. О. Поскребишева
- цикли дитячих п'єс для фортепіано, пісні для дитячого хору на слова Г. О. Ходирєва і А. К. Леонтьєва